# Methyleencyclohexaan
Methyleencyclohexaan is een cyclische organische verbinding met als brutoformule C7H12. De stof is door hydrofobe eigenschappen onoplosbaar in water. Het is wel goed oplosbaar in de meeste organische oplosmiddelen, zoals benzeen, di-ethylether, ethanol, aceton en tolueen.
Methyleencyclohexaan is een interessante verbinding in de organische synthese.

## Synthese
Methyleencyclohexaan kan het bereid worden via een Wittig- of een Tebbe-reactie uit cyclohexanon. Op industriële schaal wordt het gevormd als nevenproduct tijdens de dehydratatie van 2-methylcyclohexanol naar 1-methylcyclohexeen.